# Amín al-Husajní
Mohamed Amín al-Husajní (arabsky محمد أمين الحسيني‎, *‎ cca 1895/1897 – 4. července 1974), známý také jako Hadždž Amín al-Husajní, byl člen prominentní arabské jeruzalémské rodiny al-Husajní, arabský nacionalista a muslimský vůdce v době britské mandátní Palestiny. Husseinovci byli jedním z nejbohatších a nejmocnějších soupeřících klanů v osmanské provincii, známé jako Judská část Palestiny. V letech 1921 až 1948 zastával úřad Velkého jeruzalémského muftího, a byl vůdčí postavou odporu proti sionismu a vytvoření židovského státu v Palestině.

## Mládí a počátky protižidovských pogromů

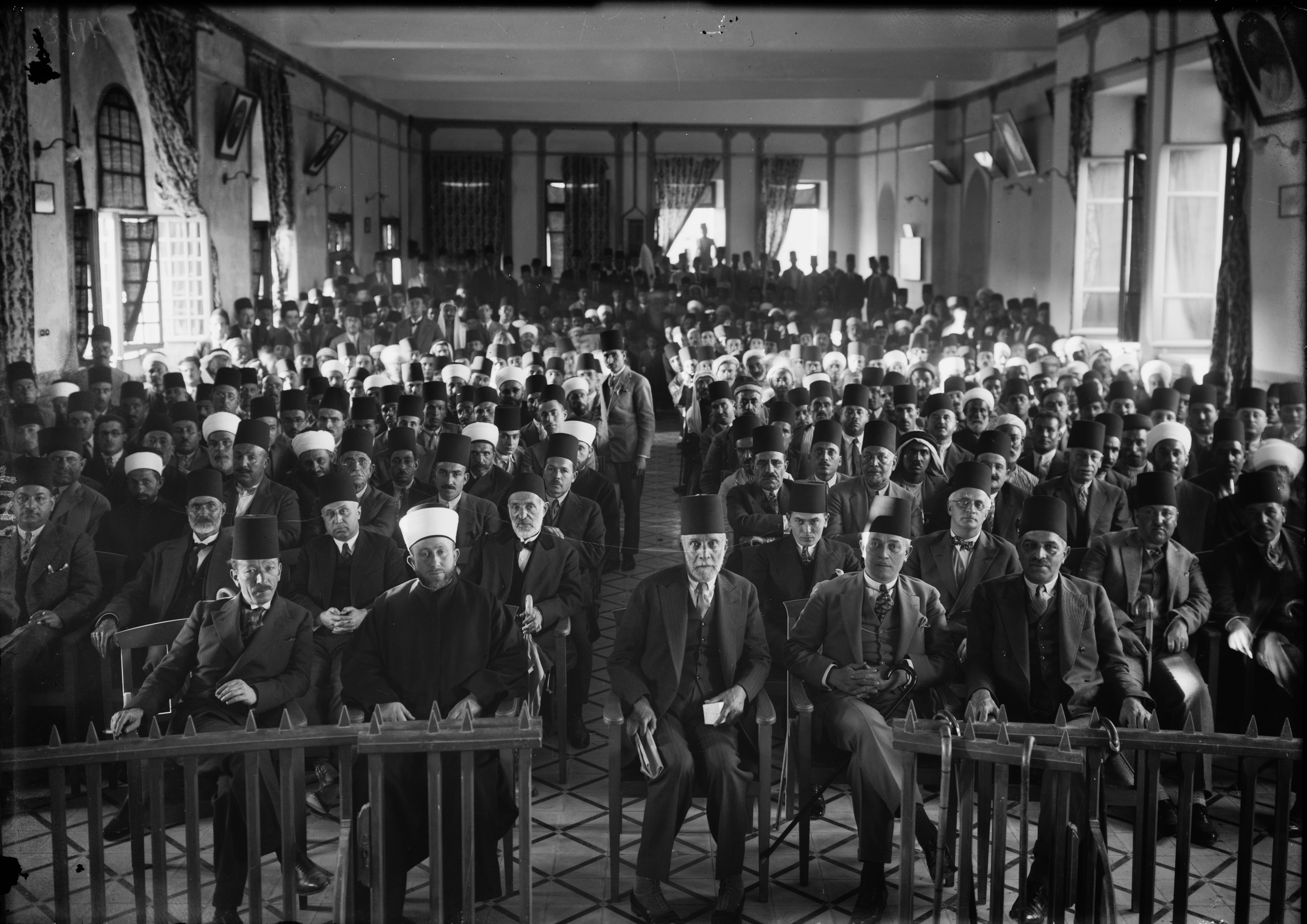
Arabská protestní delegace proti britské politice v Palestině během roku 1929.

Hadži Amin al-Husseini studoval náboženské právo na univerzitě Al-Azhar v Káhiře a navštěvoval Istanbul School of Administration. V roce 1913 šel do Mekky na pouť, čím si vysloužil čestný titul „Hadži“. Dobrovolně vstoupil do osmanské turecké armády za I. světové války, ale roku 1917 se vrátil do Jeruzaléma, kde změnil strany, aby pomáhal vítězícím Britům. Získal si pověst nacionalisty a bojovníka proti Impériu a židovské kolonizaci a byl Brity uvězněný za vyvolávání arabských útoků proti Židům roku 1920, tzv. Hebronský masakr, při němž bylo v srpnu 1929 masově zavražděno 64 ultraortodoxních Židů. První vysoký komisař Palestiny, Sir Herbert Samuel přicestoval do Palestiny 1. června 1920 a usiloval o kompromis s arabskými nacionalisty. Když náboženský předák, arabský mufti Jeruzaléma v roce 1921 umřel, Samuel byl ovlivněný některými více proarabskými britskými představiteli ve svém personálu, že omilostnil al-Husseiniho a v lednu 1922 ho ustanovil za nového muftiho a později Velkého Muftího. Současně ho jmenoval prezidentem nově vytvořené Nejvyšší muslimské rady. Al-Husseini se tedy stal náboženským i politickým vůdcem Arabů.
Jmenování mladého al-Husseiniho za muftího bylo plodnou událostí. Před jeho nástupem k moci tu byli aktivní arabské frakce, které podporovaly kooperativní rozvoj Palestiny, zahrnující Araby i Židy. Ale al-Husseiní si uvědomoval jaké následky může mít židovská kolonizace pro jeho lid, tak jako měla ta americká na indiány a rozpoutal proti ní fanatický boj (kterým bohužel dlouhodobě svému lidu jen uškodil, poněvadž jej očernil). Do prvních masových protižidovských pogromů roku 1920 byl zapletený právě tento arabský nacionalistický vůdce, tedy Hadži Amin al Husseini. Hadži Amín byl odsouzený britským soudem na patnáct let nucených prací. Policie, která nechtěla popudit arabské obyvatelstvo jej však nechala záměrně utéci do Sýrie a brzy poté byl omilostněn, a vrátil se zpět do Jeruzaléma. Tam musel čelit odporu místní Vysoké rady muslimů, která ho označila za vraha a zločince. Hadži Amín byl ale Vysokým britským komisařem potvrzený za Veľkého Muftího Jeruzaléma,a jeho kritikům bylo nepokrytě vyhrožováno smrtí zejména z tábora muslimských radikálů, nakloněných Aminovi.
Al-Husseini představoval nový druh propagátora militantního palestinského arabského nacionalismu, koncept, který zde byl dosud neznámý. Arabové totiž historicky neměli ještě nikdy výrazné protižidovské názory. Když se Amin dostal k moci, začal kampaň teroru a zastrašování proti komukoliv, kdo odporoval jeho vládě a jeho metodám. Vyzýval k zabíjení Židů při každé příležitosti, ale stejně tak eliminoval Araby, kteří se mu stavěli na odpor, nebyl ochotný vyjednávat nebo dělat kompromisy. Nepochybně ale mistrně ovládal i umění přetvářky a nejednou si dokázal naklonit vysoké britské představitele v Palestině, přesvědčit je o své naprosté loajalitě, potřebnosti až nenahraditelnosti k britským zájmům na Středním východě. Z té doby také pochází jeho charakteristický výrok: „Zapamatujte si, že toto byla a zůstane arabská země. Všichni cizí okupanti a sionisté, budou do posledního muže zmasakrovaní. Nechceme žádný pokrok, žádnou prosperitu. Osud této země rozhodne meč“.

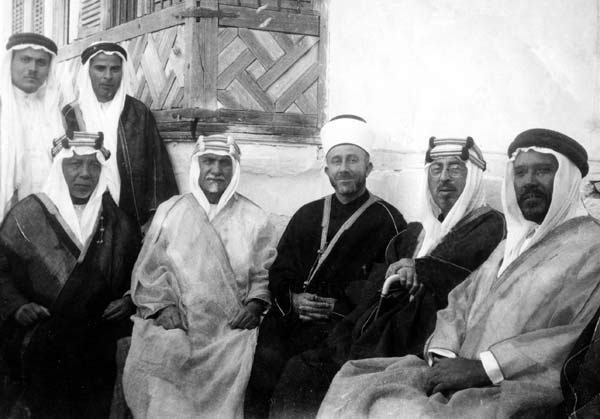
Al-Husajní (uprostřed) na návštěvě v Saúdské Arábii začátkem roku 1930. Po jeho levici je Hašim al-Atassi, který byl později prezidentem Sýrie a po jeho pravici sedí Šakib Arslan, arabský nacionalistický ideolog z Libanonu.

Roku 1929 podnítil velké arabské útoky proti Židům v Palestině. Začaly poté, co Al-Husajní falešně obvinil Židy ze znesvěcování mešit lejny a prasečí krví, dokonce údajnou rituální vraždou při zdech posvátné mešity Al Aksá. Arabské davy volaly: „Izbah Al-Jahud!“ – „Zabíjejte Židy!“ Po velkém zabíjení Židů zvláště v Jeruzalémě muftí masově rozšířil fotografie povražděných Židů s vyhlášením, že toto jsou mrtví Arabové, „povraždění Židy“! V srpnu 1936 šest prominentních pravověrných arabských vůdců vytvořilo Vysokou arabskou komisi, s velkým muftím Hadžim Amínem Al-Husajním jako premiérem, a spojili sily proti jakési „britské podpoře postupu sionistů v Palestině“. Významný z ideologického hlediska byl muftího „studijní“ pobyt v Saúdské Arábii roku 1930, kde se setkal s řadou význačných tehdejších zejména arabských vůdců a duchovních představitelů.
V tomto měsíci také propukly první nepokoje v Jaffě, čímž začalo tříleté období násilí a občanské války v Palestině, který je mezi historiky známý jako „Arabská revolta“. Počty přepadávaných Židů šly rychle do tisíců a zabitých jich bylo např. jen v říjnu tohoto roku přes 300. Vysoká arabská komise s Husseiním v čele vedla tuto teroristickou válku záměrně proti židovským, později i proti britským cílům. Díky ideologickému krytí „boje za islám“, al-Husseiní zkonsolidoval svoji moc nad palestinskými Araby kampaní vražd Židů i neposlušných význačných Arabů, rekrutováním ozbrojených milicí a shromažďováním peněz z celého muslimského světa díky protižidovské a protizápadní propagandě. New York Times napsaly 14. července 1939, že al-Husseiní, velký muftí Jeruzaléma, úspěšně přesvědčil britské úřady v Palestině, že pouze on dokáže upokojit masy arabských muslimů, tvořících většinu obyvatel Palestiny, že pracuje jak v zájmu britské vlády, tak palestinské britské správy a proto by měl být prezidentem jak Arabské nejvyšší rady, tak výboru Waqf (Arabské samosprávy zaměřené převážně k náboženské problematice). Britové ovšem nemohli zcela ignorovat plánovité zabíjení Židů Araby a zahájili proti „banditům“ represivní operace. Při rychle rostoucím počtu zabitých a zraněných i mezi britskými vojáky a policisty nebylo možné situaci dále ignorovat a přičítat ji pouhé kriminalitě. Židům bylo dokonce umožněno vytvoření Židovské pomocné policie mající chránit židovské komunity před nacionalistickými útoky zfanatizovaných arabských milicí. Objevily se také zárodky židovských militantních organizací jako Hagana, které začaly na arabské vražedné útoky odpovídat stejným způsobem a pripravovat se na to co bude později známo jako „Al Nakba“ tj. etnickou čistku Palestiny od muslimu a její ovládnutí.

## Spolupráce s nacistickým Německem a fašistickou Itálií
Roku 1937 po návštěvě Adolfa Eichmanna a Herberta Hagena v Palestině velký mufti vyjádřil svoji solidaritu s Německem, přičemž požádal Třetí říši, aby se postavila proti vytvoření židovského státu, zastavila imigraci Židů do Palestiny a poskytla zbraně jeho arabským milicím. Všem jeho požadavkům bylo vyhověno a Arabové dostávali od Německa a Itálie již zcela pravidelně zbraně i peníze na genocidní protižidovské operace. Britská správa na toto centrálně organizované násilí odpověděla zatčením několika „pěšáků“, pouličních vrahů jako prostých kriminálníků. V duchu této politiky britské bezpečnostní složky pozatýkaly členy arabské „Strany obrany“ tvořené a financované klanem Našasbibi, rivalem muftího ambiciózním mocenským zájmům, kteří byli označeni za hlavní viníky protižidovských vražedných pogromů. Ani jeden člen muftího milicí nebyl zatčen, natož souzen, ač vlna masivních organizovaných pogromů byla výhradně jeho dílem. V trestním táboře vyhrazené Arabům na Sinaji bylo r. 1939 devadesát procent vězňů z klanu Našasbibi a 10 procent z dalších menších klanů, ale ani jeden člen muftího milicí.
Po pokusu o atentát na generálního inspektora britské policie, jakož i po vraždách stovek zejména Židů, ale i Arabů se postavení velkého muftího stalo neudržitelným. Přišel o svůj post prezidenta Arabské nejvyšší rady, o členství ve výboru Waqf a po varování byl nucený uprchnout do Libanonu a později do Sýrie, tou dobou pod francouzským mandátem Společnosti Národů. Britové vyhlásili Arabskou nejvyšší radu za ilegální a její členové, spolu s např. arabským starostou Jeruzaléma byli rovněž přinucení k odchodu do exilu. Tím však britské úřady považovaly záležitost za uzavřenou a jejich proarabská a tedy antižidovská politika nedoznala žádných změn. Z Británie přicestovali členové parlamentní vyšetřovací komise, dle svého předsedy nazvané později Peelova komise. Peelova komise ještě r. 1937 ve svých doporučeních „dospěla“ k porušení mandátu Společnosti Národů z r. 1922, který předpokládal rozdělení Palestiny na židovskou a arabskou část, a jako „Domov pro Židy“ doporučil mnohem menší území v jižním Judsku. Velikou roli tu hrála zjevně antisemitská orientace britské globální politiky, mající uspokojit situaci nejen v Palestině, ale i na evropském kontinentě. V této souvislosti je třeba uvést část protokolu Peelovy komise z výslechu Auni Beje Abdul Hadiho, kmenového vůdce obviněného z protižidovských pogromů : „Palestina? Neexistuje taková země! Palestina je pojem, který si vymysleli sionisté. V bibli není žádná Palestina. V koránu není žádná Palestina. Palestina je nám cizí“!
Nejen britské úřady a tisk se tedy v této době o Palestině a Palestincích zmiňovaly výhradně jako o židovské zemi a o Židech. Komisi, s požehnáním z nejvyšších míst, dosavadní výsledky vyšetřování „nepokojů v Palestině“ zjevně připadaly nedostatečné a roku 1938 dále výrazně omezila předpokládaný „Domov pro Židy“. Bílá kniha, závěrečná zpráva Peelovy komise vydaná r. 1939, již zcela zavrhovala myšlenku „Domova pro Židy“ a doporučovala omezit na vládní úrovni židovskou imigraci do Palestiny. Šlo o pozoruhodnou, byť nevědomou shodu s požadavky al-Husseiního vůči Německu a Itálii.

## Muftího účast na nacionalistickém a fašismem inspirovaném převratu v Iráku
V Libanonském a později syrském exilu se vypovězený velký muftí omezil jen na čilou korespondenci a osobní schůzky se svými přívrženci a sympatizanty v arabském světě, jako náboženský vůdce také otevřeně vykládal muslimské svaté knihy ve prospěch nacismu a fašismu. Zdůrazňoval ideologickou shodu nacismu a islámu a velebil vůdcovo dílo Mein Kampf. Díky jeho činorodému ideologickému vedení stále pokračovaly útoky proti Židům v Palestině a po celém arabském světě. Po roznícení 2. světové války v Evropě a zvláště po pádu Francie, když byla nástupnická vichistická vláda „Svobodné Francie“ nucena otevřeně kolaborovat s hitlerovským Německem se muftí stal ve francouzském syrském protektorátu váženou a velice mocnou osobou. Šance k osobní angažovanosti ve „svaté“ válce, jak ji on viděl, se naskytla r. 1940, kdy ve shodě s Hitlerovým hlavním stanem přímo zaútočil na britské pozice na Blízkém východě.
Když 3. dubna 1939 zahynul při automobilové nehodě irácký král Ghazi I., stal se regentem jeho čtyřletého potomka (pozdějšího krále Faisala II.) emír Abdul Illah. Ten jmenoval v dosud probritském Iráku novým premiérem Rašída Aliho al-Kayláního, známého jako sympatizanta nacistického Německa, jakož i fašistické Itálie a udržujícího velice úzké styky právě s al-Husseiním. Bývalý velký muftí přicestoval počátkem r. 1940 do Bagdádu a ač oficiálně nebyl nikým pověřen, začal ihned vystupovat jako představitel irácké vlády. Vydal z titulu své (bývalé) náboženské funkce fatwu, vyzývající muslimy k boji proti Židům a Britům a k aktivní podpoře nového režimu v Iráku. Zásadní zvrat v politice nové irácké vlády a královského regenta velice znepokojil britské představitele, kteří měli v dosud spojeneckém iráckém království značné ekonomické zájmy (od 20. let se slibně rozvíjela těžba ropy u Kirkúku) a rovněž některé vojenské posádky. Protesty britských představitelů zcela logicky nebyly vyslyšeny a al-Kaylání ve spolupráci s al-Husseiním požádali Hitlera o pomoc při „vypořádání se s Židy“ také v iráckém království. Hitler odpověděl stejně souhlasně jako Al-Husseinimu r. 1937 do Jeruzaléma. Otevřeně bylo také Německu a Itálii nabídnuto zásobování zejména iráckou ropu, spolu s vypovězením ( tzv. “znárodněním“ ) britských firem a odsunem britských vojenských posádek.
Hitler a Mussolini odvážně kalkulovali s rychlým a naprostým úspěchem svých „jižních“ armád a jejich zásobování iráckou naftou se jevilo jako velice slibné. Po porážce a faktickém zhroucení italských vojsk, zejména po britském protiútoku do dosud Italy držené Libye v prosinci 1940 následovaly tvrdé ekonomické sankce Britů proti Iráku a proti svým chráněncům se zde obrátil i královský regent Abdul Illah. Odvolal 31. ledna 1941 al-Kayláního z funkce. Po neúspěšném pokusu o atentát na Illaha organizovaném al-Husseiním byl však al-Kaylání překvapivě znovu povolán do čela vlády. Jedním z jeho prvních kroků bylo vyslání iráckého dělostřelectva proti britské letecké základně v Habbaniji mající vyhnat Brity, označené za strůjce atentátu na královského regenta z Iráku. Hitler také nehodlal opustit slibné pozice a pokusil se své spojence podpořit německými letadly ze syrských letišť v tomto zmíněném francouzském (vichistickém) protektorátu. Vylodění Rommelova Afrikakorpsu v únoru a březnu 1941 v Libyi a jeho bleskový postup na východ sliboval vydatnou pomoc skomírajícímu arabskému nacionalistickému státu v Iráku. Po zastavení Rommelovy ofenzívy u Tobruku a al-Alamejnu byla britská odpověď rychlá a zdrcující. Již v lednu utrpěly italské síly v Etiopii zdrcující a likvidační porážku, po neúspěšném útoku Iráčanů na Habbaniji obsadili Britové Basru a konečně v květnu byla proněmecká irácká vláda svržena a al-Kaylání uprchl do Saúdské Arábie. V květnu v Iráku také operovala s tichou podporou Churchillovy vlády bojová skupina židovské militantní organizace Irgun pod velením Davida Raziela, vyslaná do Iráku násilně odstranit vrchního organizátora protižidovských pogromů po celém arabomuslimském světě, ale po usmrcení Raziela bombou
z německého letadla se z Iráku stáhla. Regent Abdul Illah poté obnovil spojenecké vztahy s Brity. Povstání „Svobodných Francouzů“, kteří za britské podpory rychle obsadili dosud vichisty ovládaný Libanon a Sýrii, učinilo definitivní konec plánům nejen Hitlera a Mussoliniho, ale také bývalého velkého muftího al-Husseiního.

## Muftího exil v Německu

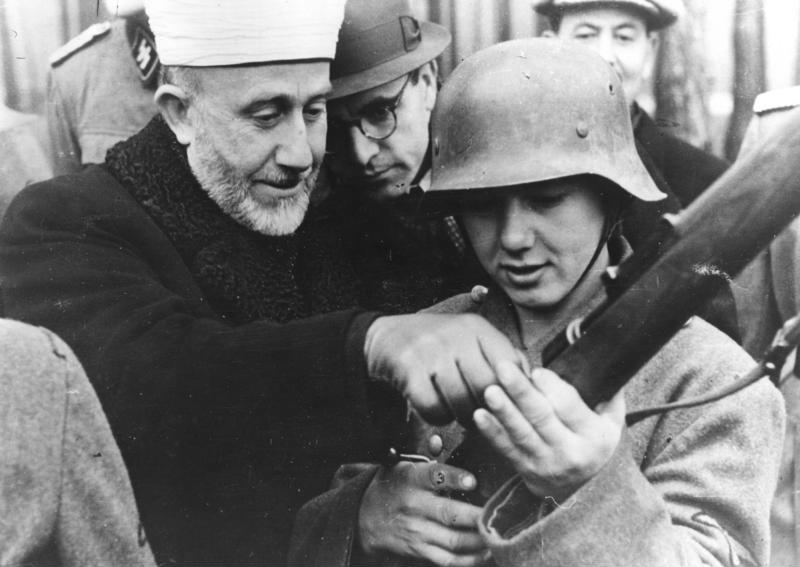
Al-Husajní s bosenským příslušníkem SS

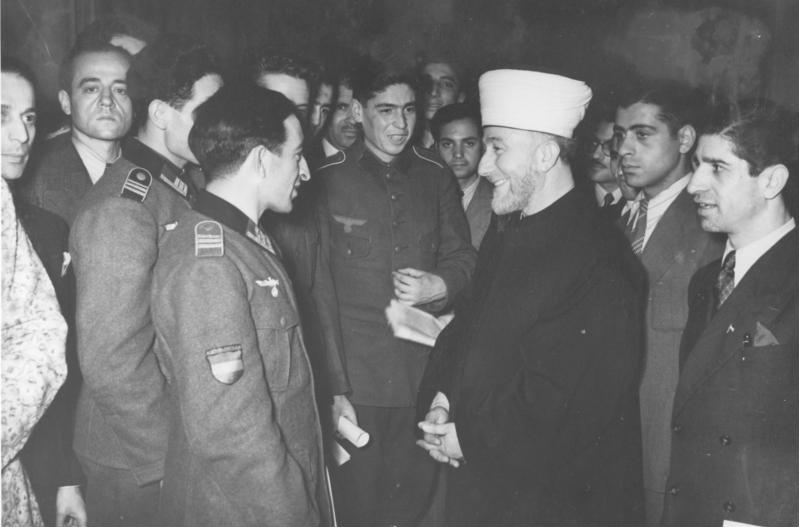
Al-Husajní s muslimskými dobrovolníky, včetně ázerbájdžánského batalionu během otevření ústředního islámského institutu v Berlíně 18. prosince 1942 během svátku oběti.

Z Bagdádu uprchl muftí před Brity nejprve do Íránu, který byl v té době také pod silným nacistickým vlivem, ale již v říjnu musel přes Turecko a Albánii zmizet do Itálie. Po vzájemné dohodě vyhovující oběma stranám totiž spojenecká vojska Británie a Sovětského svazu vstoupila 24. srpna 1941 na íránské území, rychle obsadila strategicky významná města a komunikace a donutily tak šáha Rezá Pahlavího k abdikaci a jeho následníka Muhammada Réza Páhlavího k politickému odklonu od mocností Osy a ke jmenování nové vlády. 28. listopadu 1941 se pak uskutečnilo jeho vskutku památné setkání s Adolfem Hitlerem v Berlíně. „Vůdce“ německého národa přijal muftího se všemi poctami jako skutečnou hlavu spojeneckého státu a německá nacistická propaganda věnovala setkání mimořádnou pozornost a náležitě ji využila.
Hitler byl muftím poctěn titulem „čestný muslim“ a muftího obdařil titulem „čestný Árijec“. Později nazval Hitler al-Husseíniho dokonce “fuhrerem arabského světa“. Při setkáních s dalšími nacistickými pohlaváry byla rovněž konstatována naprostá shoda v cílech a prostředcích arabského nacionalismu a německého nacizmu, namířeného v prvé řadě proti Židům, ale také proti vojákům a i civilistům zejména Velké Británie a USA. Na Hitlerův nátlak muftí později rozšířil svoji nepřátelskou rétoriku i proti Sovětskému svazu. Jako Hitlerův osobní host dostal al-Husseiní luxusní ubytování a neomezenou hmotnou a finanční podporu se kterou založil v prosinci 1942 „Centrální islámský institut“ v Berlíně. Institut pod jeho vedením ve své deklaraci ihned odsoudil „agresi“ Židů, Britů, Američanů a Rusů proti Arabům. Zpočátku se věnoval především šíření nacistické propagandy na Balkáně a v jižních oblastech Sovětského Svazu, v radiových vysíláních na Střední východ pokračoval ve výzvách k masovým útokům proti Židům i spojeneckým silám ve zdejším prostoru. „Arabové, povstaňte jako jeden muž a bojujte za svá svatá práva! Zabíjejte Židy, kdekoliv je naleznete! Potěší to Alláha, historii i náboženství! Sám posel Alláhův pravil : Vy budete bojovat proti Židům až do té doby, dokud se neskryjí mezi skálami a kamením! Pak skála a kámen promluví – Otroku Alláhův, skrývá se za mnou Žid, přijď a zabij ho!“ Využíval přitom svých bohatých styků a kontaktů a do konce bojů v Africe poskytoval mocnostem Osy čerstvé zpravodajské informace. „Na nebi Allah, na zemi Hitler“ bylo heslem arabských pronacistických fundamentalistů. John Gunther z Inside Asia v té době napsal „Současným nejvýznamnějším arabským hrdinou je pravděpodobně Adolf Hitler“. Hitlerovi al-Husseiní slíbil, že pro něj zverbuje půl milionu arabských vojáků, ale zhroucení fronty v Africe mu splnění plánu znemožnilo. „Arabská brigáda“, vytvořená z několika tisíc arabských uprchlíků a emigrantů, skutečně založena byla, ale po odeslání na východní frontu beze stopy zmizela na kavkazské frontě, tedy byla pravděpodobně zcela zničena. Díky muftího masové propagandě, kterou šířil po celé Evropě díky množství spolupracovníků od zpravodajců, jednatelů až po pracovníky přímo v terénu, byla německá armáda na jihu Ruska a na Kavkaze přijata zdejšími muslimskými kmeny jako spojenec a osvoboditel. Na muftího výzvy se formovaly i pomocné a bojové jednotky. Z nich za zmínku stojí zejména tzv. „Ázerbájdžánský batalion“, který byl za bojů na Kavkaze dokonce vyznamenán velitelstvím německé armády.

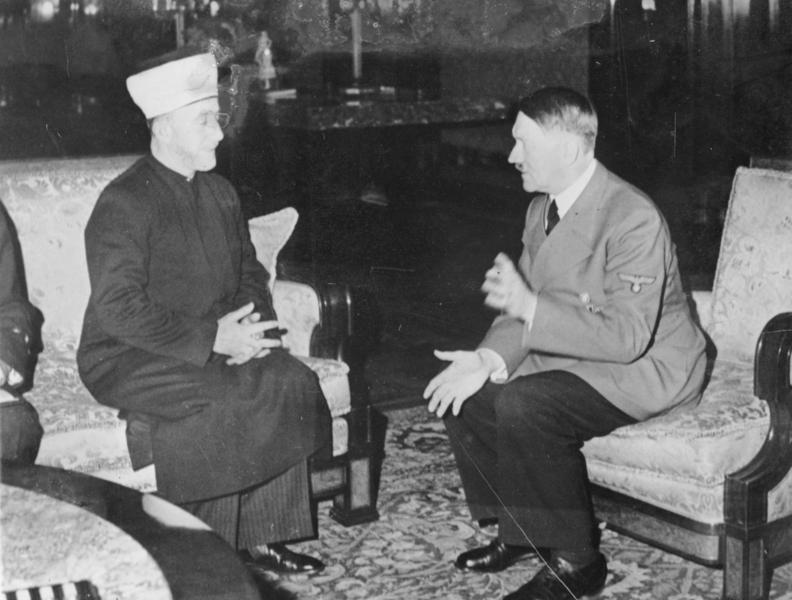
Al-Husajní při setkání s Adolfem Hitlerem, 1941

Poté, co jej Heinrich Himmler jmenoval Gruppehführerem SS, začal osobně organizovat muslimské SS jednotky, ze kterých byla nejpočetnější 13. divize SS Handžar, ale nikoliv jediná. Na Balkáně operovaly také muslimské SS divize Skandarbeg a Kama proti domnělým i skutečným Židům, ale i proti slovanskému obyvatelstvu. Velkou péči nový generál SS věnoval v této souvislosti také spřízněnému ustašovskému Paveličovu režimu v Chorvatsku. Podle Encyklopedie holokaustu je vedle Paveliče také bývalý velký muftí Jeruzaléma osobně zodpovědný za usmrcení 800 000 Jugoslávců (včetně ne-ustašovských Chorvatů) různých národností, z toho 200 000 v největším ustašovském táboře smrti Jasenovac. Muftí se také osobně angažoval proti spojenci navržené výměně evropských Židů za německé vojáky zajaté spojenci v dosavadním průběhu bojů, přesvědčil samotného Hitlera o propagandistické nepřípustnosti takovéhoto kroku a dohody nebylo nakonec dosaženo a došlo jen k výměně několika špiónů. Speciálně pro balkánské muslimy založil muftí v Berlíně školící středisko pro imámy v bojových oddílech a Himmler i Hitler mu vyšli vstříc. V arabském vydání Mein Kampfu byly Hitlerovy rasové koncepty upraveny do podoby souhlasící s muslimskou ideologií a arabským nacionalizmem a Himmler vydal zvláštní předpis pro muslimské divize SS: „Všem muslimským členům Waffen SS a policie musí být zaručena jejich nepopiratelná práva při praktikování jejich náboženských pravidel. K zodpovědnosti bude brán každý velitel a důstojník SS za nejpřísnější dodržování tohoto privilegia. Vyhověli jsme volání muslimských vůdců, kteří se k nám připojili v nenávisti ke společnému židovsko – anglicko – bolševickému nepříteli v úctě a věrnosti tomu,koho si nade všechno váží, k našemu führerovi Adolfu Hitlerovi“.(Islam under the swastika od Carla K. Saviche)
Husseiní zverboval pro Hitlera nejméně 30000 vojáků. Někteří Arabové byli i mezi posledními věrnými, bránícími „vůdcův“ Hlavní stan v Berlíně.V norimberských procesech právní zástupce Eichmanna, Dieter Wisliceny (který byl následně také popravený jako válečný zločinec) vypovídal:
„ Muftí byl jedním z iniciátorů systematického vyhlazování evropského židovstva a byl Eichmannovým a Himmlerovým spolupracovníkem při vykonávaní tohoto plánu. ... Byl jedním z Eichmannových nejlepších přátel a neustále ho vyzýval na zrychlení vyhlazovacích opatření. Slyšel jsem ho, jak se jiným přicestovavším Arabům chlubil, že v Eichmannově doprovodu inkognito navštívil plynové komory v Osvětimi“. Není náhodou, že po jeho příchodu do Německa byla přijato mnohem tvrdší opatření proti Židům, čili tzv. „Konečné řešení židovské otázky“. Muftí byl posedlý představou pro něj nepřípustné imigrace Židů z Evropy do Palestiny a nehodlal jí v žádném případě připustit. Jak uvádí historik Josef Schechtman „Nevíme,jak významnou úlohu sehrál al-Husseiní při formování tzv. „Konečného řešení“, ale máme mnoho svědectví z první ruky, jak muftí velice usiloval o znemožnění další imigrace evropských Židů“. Jednalo se zejména o Židy z dalších evropských zemích ovládané režimy závislými na třetí říši.

## Poválečná role bývalého velkého muftího Jeruzaléma
Po kolapsu nacistického Německa 1945 se muftí neúspěšně pokusil prchnout několik týdnů před Hitlerovou smrtí do Švýcarska, byl však identifikován jako nežádoucí vysoký hodnostář nacistického režimu a vrácen do Německa. Tam byl krátce uvězněn Francouzi, ale záhy byl za nevyjasněných okolností na útěku v přestrojení do Egypta, kde ho přijali jako národního hrdinu. Jeho odsouzení k trestu smrti např. v Jugoslávii, ale také v Norimberku za válečné zločiny mu byly k smíchu. Umožněním muftího druhého útěku z Německa Francouzi, ale také Britové demonstrovali, že nemají v úmyslu dopustit souzení a potrestání tohoto válečného zločince. „Zhoršení vztahů s arabskými zeměmi“, nebylo v zájmu ani jedné z těchto dvou spojeneckých mocností. Právě v Egyptě měl bývalý velký muftí Jeruzaléma již připravené bezpečné útočiště a rovněž není náhodou, že jej sem následovali i další četní nacističtí pohlaváři. Zejména Johann von Leers se jako Omar Amin von Leers později velmi angažoval v propagaci nejnásilnější aplikace muslimského náboženství. Další nacisté a SS-mani pracovali ve vládních i bezpečnostních službách egyptského státu. Husseni z Egypta sponzoroval ze svých tučných nacistických kont válku roku 1948 proti novému státu Izrael. Po rozhodném odmítnutí, aby mu jordánský král (v té době byl celý Jeruzalém v jordánských rukou) „navrátil“ titul a funkci velkého muftího Jeruzaléma Hadži Amin al-Husseini osnoval z egyptského exilu vraždu krále Abdullaha roku 1951. Nástupce krále Abdulláha, král Talal I. odmítl dovolit Amínovi al-Hussenimu návrat do jordánského Jeruzaléma. Ač byl král Talál po roce sesazený, nový jordánský král Husajn I. se k „požadavkům“ al-Husseniho vyjádřil naprosto stejně. Husajn I. věděl velmi dobře, že bývalý velký muftí by pouze exponoval násilí a nenávist jak proti Židům, tak proti jeho království svými koncepcemi „Velké Palestiny“ jako islámského fašistického státu.

## Al-Hussajního odkaz
Huseiniho vliv na arabskou politiku byl od počátku obrovský a jeho dozvuky trvají dodnes. Byl zakladatelem Arabské ligy a Arabské vysoké komise. Jeho zlověstná směs islámského nejtvrdšího fundamentalismu, arabského nacionalismu a nacismu stále inspiruje různá radikální hnutí na Blízkém východě. Pronacistická, islámsky a arabsky fundamentalistická skupina „Mladý Egypt“ využívala již od svého založení r. 1933 muftího protižidovskou propagandu, nacistické slogany ba i pochodňové průvody. „Jeden vůdce, jedna strana, jeden národ“ skandovali v Káhiře příslušníci této skupiny. Jejich prominentní člen, Gamal Abdul Násir, se zúčastnil puče v r. 1952 a později, jako prezident získal do svých služeb např. také Otto Skorzenyho či Joachima Daumlinga, bývalého vedoucího gestapa v Düsseldorfu pro vybudování „efektní“ tajné služby Egypta. Další budoucí arabský vůdce, Anwar Sadat byl natolik ovlivněný muftího propagandou, že byl Brity za války uvězněn jako nacistický špion a roku 1945 dokonce führerovi napsal dopis počínající slovy „Můj drahý Hitlere, z hloubi srdce Vám blahopřeji. Ačkoliv se zdá, že jste poražen, ve skutečnosti jste vítězem. Dosáhl jste rozkolu mezi starcem Churchillem a jeho spojenci, syny satanovými. Německo vyhraje, protože jeho existence je nutná k zachování světové rovnováhy. Německo se znovu zrodí naproti silám Západu i Východu. Nebude míru, dokud se Německo znovu nestane tím, čím bylo.“ Také jeden ze zakladatelů syrské nacionalistické strany Baas Sami al-Joundi po válce vzpomínal : „Zbožňujeme nacisty. Byli jsme ponoření v nacistických knihách a vyhlášeních. Byli jsme první, kdo pomysleli na přeložení Mein Kampfu do arabštiny. Kdokoliv, kdo v této době žil v Damašku, byl svědkem naší (arabské) náklonnosti k nacismu“.
Hadži Amin al-Husseini zemřel v egyptském exilu v roce 1974.
Po svém odchodu roku 1937 se do Jeruzaléma nikdy nevrátil. Jeho místo lídra radikálních nacionalistických Arabů převzal jeho synovec Mohammed Abdel-Raouf Arafat As Qudwa al-Husseini, daleko více známý jako Jásir Arafat.

## Citáty
- | „ | Vyhlašuji tímto Svatou válku, moji muslimští bratři! Vražděte Židy! Všechny zlikvidujte! | “ |[5]